# Roseli Feitosa
Pour les articles homonymes, voir Feitosa.
Roseli Amaral Feitosa est une boxeuse brésilienne née le 15 mars 1989 à  São Paulo.

## Carrière
Championne du monde de boxe amateur à Bridgetown en 2010 dans la catégorie mi-lourds, sa carrière est également marquée par une médaille de bronze aux Jeux panaméricains de Guadalajara en 2011 en poids moyens.

### Jeux olympiques
- Qualifiée pour les Jeux de 2012 à Londres, Angleterre

### Championnats du monde de boxe amateur
- Médaille d'or en -81 kg en 2010 à Bridgetown, Barbade.

### Jeux panaméricains
- Médaille de bronze en -75 kg en 2011 à Guadalajara, Mexique.